# Pelourinho de Melo

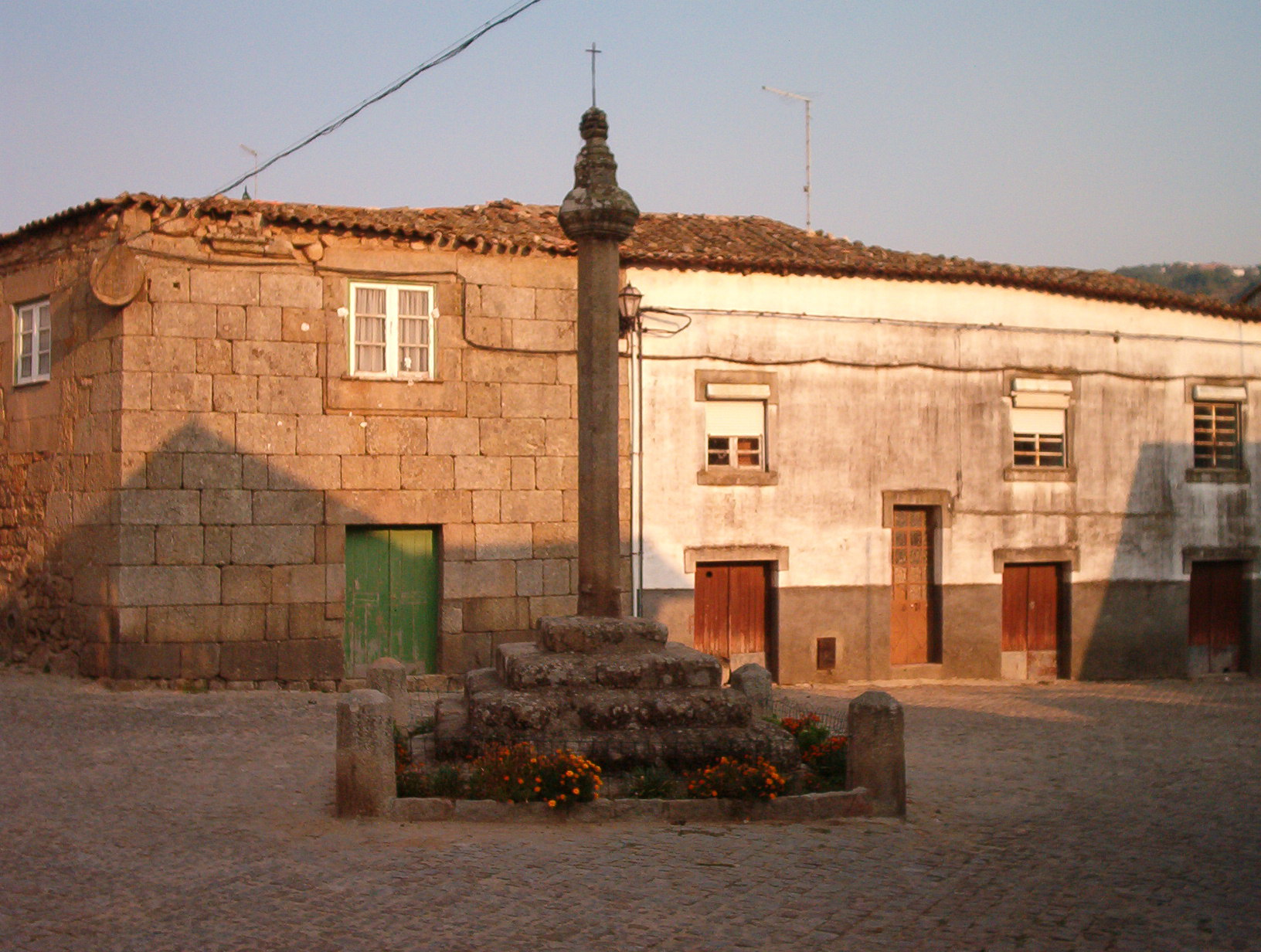
Pelourinho de Melo

O Pelourinho de Melo situa-se na freguesia de Melo e Nabais, no município de Gouveia, distrito da Guarda, Portugal.
O pelourinho data do século XVI e foi erguido como símbolo da dignidade de sede de concelho que Melo possuiu até 1834. O pelourinho é de pedra e ergue-se sobre cinco degraus de secção quadrangular apresentando um corpo principal facetado com remate em diferentes níveis volumétricos e um escudo português com as cinco quinas (cinco escudetes com cinco besantes cada). Tem uma pequena cruz de ferro no topo.
Foi classificado como Monumento Nacional em 1915.